# (3675) Kemstach
(3675) Kemstach – planetoida z pasa głównego asteroid okrążająca Słońce w ciągu 6 lat i 64 dni w średniej odległości 3,36 au Została odkryta 23 grudnia 1982 roku w Krymskim Obserwatorium Astrofizycznym w Naucznyj na Półwyspie Krymskim przez Ludmiłę Karaczkinę. Nazwa planetoidy pochodzi od Marfy Vladimirovnej (1888–1971) i Semena Stepanovicha (1880–1938) Kemstachów, dziadków odkrywczyni. Przed jej nadaniem planetoida nosiła oznaczenie tymczasowe (3675) 1982 YP1.